# Mała Synagoga w Łęcznej
Mała Synagoga w Łecznej – synagoga znajdująca się w Łęcznej, przy ulicy Bożniczej 21.

## Historia
Synagoga została zbudowana na początku XIX wieku. W 1848 roku synagoga spłonęła podczas pożaru i dopiero w 1859 roku została gruntownie wyremontowana. W 1881 roku budynek ponownie spłonął i został wkrótce odbudowany.
Podczas II wojny światowej hitlerowcy zdewastowali synagogę. Po zakończeniu wojny Zarząd Nieruchomości w Łęcznej wydzierżawił zachowany w dobrym stanie budynek prywatnym osobom na młyn i kaszarnię. W 1950 roku została przebudowana, rozebrano bimę, Aron ha-kodesz, zamalowano polichromie oraz zamurowano ścienne nisze.
Po 1954 roku przejęta przez filię Spółdzielni Pracy Drewno, następnie przeznaczona na zakład krawiecki. W latach 1992–1993 budynek synagogi przebudowano na potrzeby Miejsko-Gminnej Biblioteki Publicznej.

## Architektura
Murowany z cegły budynek synagogi wzniesiono na planie prostokąta. Elewacja frontowa jest pięcioosiowa, z ryzalitami. Ryzalit środkowy zwieńczony attyką. Prostokątne otwory okienne wydłużone, z podokiennikami.
Całość przykryta jest dwuspadowym dachem, krytym blachą. Wewnątrz, z pierwotnego wyposażenia zachowała się jedynie kamienna rytualna umywalnia do oczyszczania rąk, w ścianie zachodniej.